# Carham
Carham är en ort och civil parish i Storbritannien.   Den ligger i grevskapet och kommunen Northumberland i riksdelen England, i den centrala delen av landet, 500 km norr om huvudstaden London. Carham ligger 29 meter över havet och antalet invånare är 346.
Terrängen runt Carham är huvudsakligen platt. Carham ligger nere i en dal. Runt Carham är det ganska glesbefolkat, med 23 invånare per kvadratkilometer. Närmaste större samhälle är Coldstream, 4,5 km öster om Carham. Trakten runt Carham består i huvudsak av gräsmarker.